# Metalimnobia dualis
Metalimnobia dualis är en tvåvingeart som beskrevs av Evgenyi Nikolayevich Savchenko 1986. Metalimnobia dualis ingår i släktet Metalimnobia och familjen småharkrankar. Inga underarter finns listade i Catalogue of Life.